# Charles Piroth
Jean Charles Clement Piroth (14 tháng 8 năm 1906 – 15 tháng 3 năm 1954) là một sĩ quan pháo binh Pháp, cấp bậc Trung tá. Ông là chỉ huy trưởng pháo binh của Binh đoàn tác chiến Tây Bắc, từng tuyên bố hùng hồn "Tôi có nhiều đại bác hơn số tôi cần", nhưng đã xấu hổ tự sát sau khi nhận ra tình cảnh bế tắc không thể chống lại được lực lượng pháo binh đối phương tại trận Điện Biên Phủ.

## Cuộc đời và sự nghiệp
Piroth sinh ngày 14 tháng 8 năm 1906 tại Champlitte, thuộc vùng Haute-Saône, con trai của một người nấu bia, Charles Piroth và Marie - Bogli. Ông kết hôn với bà Odette Marie Maillot tại quê nhà Champlitte vào ngày 30 tháng 8 năm 1926, khi mới 20 tuổi.
Trong Thế chiến thứ hai, Piroth từng tham gia trong Chiến dịch Ý, từng phục vụ với tư cách chỉ huy trong Trung đoàn pháo binh thuộc địa 41. Sau chiến tranh, Piroth sang Việt Nam và tham gia Chiến tranh Đông Dương. Ông sang Việt Nam 3 lần.
Lần đầu, ông sang Việt Nam cùng với đoàn quân của tướng Leclerc vào tháng 10 năm 1945, với cấp bậc Thiếu tá. Tuy nhiên, tại đây, dù là một sĩ quan pháo binh, ông bị buộc phải tham chiến với tư cách là một sĩ quan bộ binh do nhu cầu chiến đấu trên chiến trường và thiếu các mục tiêu cho pháo binh. Mặc dù vậy, Piroth vẫn nổi lên là một sĩ quan dũng cảm, được chứng minh qua các trận giao chiến ở Thủ Dầu Một, một vùng ở phía bắc Sài Gòn. Ngày 17 tháng 12 năm 1946, Piroth bị thương nặng trong một cuộc phục kích của quân Việt Minh. Mặc dù vậy, ông vẫn tiếp tục chỉ huy chiến đấu cho đến khi kết thúc giao chiến. Ông được đưa đi cấp cứu tại Sài Gòn, và được biết đến với sự gan lỳ khi phải phẫu thuật cắt bỏ cánh tay trái mà không cần gây tê.
Sau việc này, Piroth được đưa về Pháp để tịnh dưỡng. Sau khi bình phục, năm 1949, ông lại tình nguyện sang Đông Dương lần thứ 2, công tác tại Bộ tham mưu lực lượng viễn chinh Pháp. Tuy nhiên, năm 1950, khi tướng de Lattre sang nhận chức Tổng chỉ huy quân viễn chinh kiêm Cao ủy Pháp ở Đông Dương đã thải hồi ông. Ông trở về Pháp và công tác tại sở chỉ huy NATO tại Fontainebleau. Tại đây, ông thường xuyên làm việc với tướng Henri Navarre, Tham mưu trưởng lực lượng NATO tại Trung Âu.
Tháng 7 năm 1953, khi nhận được tin tướng Navarre sẽ nhận chức Tổng chỉ huy quân viễn chinh Pháp tại Đông Dương, ông tình nguyện sang Đông Dương lần thứ 3. Cuối năm 1953, ông được điều động tham gia Binh đoàn Tác chiến Tây Bắc (Le Groupement Opérationnel du Nord-Ouest - GONO) đồn trú tại Điện Biên Phủ và được bổ nhiệm làm chỉ huy trưởng lực lượng pháo binh tại đây.

## Kết cục bi thảm tại Điện Biên Phủ
Lực lượng pháo binh Pháp tại Điện Biên Phủ dưới quyền Piroth gồm 4 đại bác 155 mm M114, 24 đại bác 105 mm M2A1, 8 cối 120 mm và 4 đại liên hạng nặng 12,7mm 4 nòng Quad-50 M2; bên cạnh là số lượng đạn dược hậu cần dự trữ đầy đủ trước khi cuộc bao vây bắt đầu. Mặc dù chỉ huy trưởng, Đại tá de Castries và một số sĩ quan khác đã lo ngại rằng hỏa lực pháo binh có thể là không đủ trong trường hợp Việt Minh tấn công, nhưng với kinh nghiệm của mình, Piroth cho rằng quân Việt Minh chỉ có thể di chuyển một số lượng nhỏ pháo nhẹ cỡ 75 mm, xuyên qua rừng rậm dốc đứng đến những ngọn đồi bao quanh thung lũng Điện Biên Phủ. Và như thế, trong trường hợp giao chiến, với những khẩu đại bác được bố trí tốt, Piroth cho rằng "không có khẩu pháo Việt nào kịp bắn hơn 3 viên đạn trước khi nó được định vị và phá hủy." Ông cũng khẳng định với các sĩ quan chỉ huy khẩu đội của mình: "Đừng lo lắng, các chàng trai, họ sẽ phải tiết lộ vị trí của họ khi họ khai hỏa, và 5 phút sau, không còn pháo binh Việt nữa." Ông có niềm tin mãnh liệt rằng lực lượng pháo binh Pháp dưới quyền ông hoàn toàn có thể khống chế được pháo binh của đối phương, vốn trang bị kém hơn và kinh nghiệm nghèo nàn hơn.
"Thứ nhất, Việt Minh sẽ không thành công trong việc đưa pháo của họ tới đây. Thứ hai, nếu họ đến đây, chúng tôi sẽ đập nát chúng. Thứ ba, ngay cả khi họ có thể tiếp tục bắn, họ sẽ không thể tiếp tế đủ đạn dược để có thể gây hại cho chúng tôi."

Trong bốn tháng đầu tiên khi Pháp chiếm đóng thung lũng, sự lạc quan của Piroth có vẻ là hợp lý. Tuy nhiên, Việt Minh đã tận dụng khoảng thời gian yên tĩnh trước trận chiến để tập trung số lượng lớn pháo binh, gồm cả các pháo 105 mm, lên vùng sườn núi cao khống chế cụm cứ điểm đồn trú của Pháp bằng cách kéo pháo dọc theo các lối mòn trong rừng rậm. Trên thực tế được chứng minh sau này, việc triển khai pháo phòng thủ đông hơn của Piroth tỏ ra không đủ để cung cấp hỏa lực hỗ trợ lẫn nhau cho các cứ điểm phòng thủ vốn được bố trí phân tán rộng rãi của Pháp.
Và rạng sáng ngày 13 tháng 3 năm 1954, lực lượng Việt Minh do tướng Võ Nguyên Giáp chỉ huy đã mở đầu trận chiến với 3 ngày pháo kích dữ dội xuống các cứ điểm của quân Pháp. Nhược điểm chí mạng của cụm pháo phòng thủ vượt trội được lộ rõ là không thể hỗ trợ đầy đủ cho lực lượng Pháp đang bị bao vây trên hai ngọn đồi ở xa nhất là Gabrielle (Độc Lập) và Beatrice (Him Lam). Cả cứ điểm này nhanh chóng rơi vào tay Việt Minh.
Piroth bấy giờ nhận ra rằng, ông không có một biện pháp hữu hiệu nào để chống lại được những khẩu pháo của Việt Minh được bố trí dọc theo sườn núi phía đông của thung lũng và được ngụy trang hết sức hoàn hảo. Bị tổn thương nghiêm trọng về danh dự, Piroth rơi vào trạng thái trầm cảm nặng nề do thất bại của pháo binh trong việc hỗ trợ quân phòng thủ và vô hiệu hóa pháo binh Việt Minh như ông đã hứa trước khi trận chiến nổ ra.
Trưa ngày 15 tháng 3 năm 1954, ngày thứ ba của trận chiến, sau khi đi vòng quanh trại để xin lỗi các sĩ quan khác, Piroth trở lại hầm trú ẩn của mình và tự sát bằng cách cho nổ một trái lựu đạn trên ngực. Thi hài của ông được chôn cất bí mật trong hầm trú ẩn của mình, và cái chết của ông được che đậy trong nhiều ngày cho đến khi bị rò rỉ bởi một nguồn tin không xác định. Người thay thế ông, Trung tá Guy Vaillant, mãi đến ngày 20 tháng 3 mới có thể đáp xuống được xuống Điện Biên Phủ.

## Huân chương
- Ngũ đẳng Bắc Đẩu bội tinh (Chevalier de la Légion d'honneur): 5 tháng 9, 1940
- Tứ đẳng Bắc Đẩu bội tinh (Officier de la Légion d'honneur): 14 tháng 6, 1946
- Tam đẳng Bắc Đẩu bội tinh (Commandeur de la Légion d'honneur): 30 tháng 12, 1948